# Darlina Joseph
Florsie-Love Darlina Joseph (* 15. Dezember 2003 in Pignon) ist eine haitianische Fußballspielerin.

## Karriere

### Verein
Darlina Joseph wurde am 15. Dezember 2003 in Pignon geboren. Später wuchs sie in Cap-Haïtien auf. Sie spielte für den Verein Don Bosco FC. Danach wechselte sie 2023 zu Grenoble Foot.

### Nationalmannschaft
Von 2020 bis 2022 spielte sie für die Haiti U20. 2022 wurde sie für die Haitianische Fußballnationalmannschaft der Frauen berufen. Zudem nahm sie an der Qualifikation zur FIFA U-20-Frauen-Weltmeisterschaft 2022 und die FIFA Frauen-Weltmeisterschaft 2023 teil. Bisher absolvierte sie 6 Länderspiele.